# Лульєта Лешанаку
Лульєта Лешанаку (алб. Luljeta Lleshanaku, нар. 2 квітня, 1968 року, Ельбасан, НСРА) — албанська поетеса, письменниця та журналістка.

## Життєпис
Лульєта Лешанаку народилася 2 квітня 1968 року в Ельбасані. Навчалася в Тиранському університеті та працювала головною редакторкою тижневого журналу «Голос молоді» (алб. Zëri I rinisë). Потім працювала у літературній газеті «Світло» (алб. Drita). Лульєта Лешанаку є лауреаткою низки поетичних фестивалей.

## Твори
- Preludë poetike (1990)
- Sytë e somnambulës (1992)
- Këmbanat e së dielës (1994)
- Gjysëmkubizëm (1996)
- Antipastorale (1999)
- Palca e verdhë (2000)
- Fëmijët e natyrës (2006)

1. ↑  Бібліотека Конгресу — Library of Congress.